# Каштановское сельское поселение (Крым)
Каштановское сельское поселение (укр. Каштанівське сільське поселення, крымскотат. Yañı Bürlük köy yurtu, Янъы Бурьлюк кой юрту) — муниципальное образование в составе Бахчисарайского района Республики Крым России.

## География
Поселение расположено на северо-западе района, в нижней части долины реки Альма, в горах Внешней Гряды Крымских гор. Граничит на севере с Симферопольским районом (Кольчугинское сельское поселение), на западе — с Вилинским и Табачненским сельскими поселениями, на юге — с землями Ароматненского сельского поселения, на востоке — с Плодовским сельским поселением.
Площадь поселения 47,14 км².
Основная транспортная магистраль — автодорога 35Н-019 «Песчаное — Почтовое» и 35Н-018 "Береговое — Бахчисара"й (по украинской классификации — автодороги О-0-10201 и О-0-10202).

## Население
| 2001  | 2014  | 2015  | 2016  | 2017  | 2018  | 2019  |
| ----- | ----- | ----- | ----- | ----- | ----- | ----- |
| 3350  | ↘3069 | →3069 | ↘3047 | ↘3012 | ↘2986 | ↘2968 |
| 2020  | 2021  |       |       |       |       |       |
| ↘2964 | ↗3106 |       |       |       |       |       |

## Состав
В состав поселения входят 4 села:
| № | Населённый пункт | Тип населённого пункта       | Население на 2014 год |
| - | ---------------- | ---------------------------- | --------------------- |
| 1 | Каштаны          | село, административный центр | ↘862                  |
| 2 | Кочергино        | село                         | ↘439                  |
| 3 | Отрадное         | село                         | ↘826                  |
| 4 | Шевченково       | село                         | ↘942                  |

## История
В советское время был образован Каштановский сельский совет: он был выделен из Плодовского сельсовета в период с 1968 года, когда его сёла ещё числились в составе предшествующего совета и по 1977 годом, когда Каштановский, в нынешнем составе, уже записан в справочнике «Крымская область. Административно-территориальное деление на 1 января 1977 года».
С 21 марта 2014 года в составе Крыма аннексировано Россией.
Статус и границы новообразованного сельского поселения установлены Законом Республики Крым от 5 июня 2014 года № 15-ЗРК «Об установлении границ муниципальных образований и статусе муниципальных образований в Республике Крым».